# Prieuré de Bellevaux
Pour les articles homonymes, voir Bellevaux.
Ne pas confondre avec le prieuré bénédictin de Bellevaux (Chablais).
Le prieuré Notre-Dame de Bellevaux (Bella vallis, « Belle vallée ») est un ancien monastère cistercien installé dans le massif des Bauges vers le XIe siècle et qui disparut à la fin du XVIIIe siècle. Aujourd'hui, la chapelle de la Sainte Fontaine, construite en 1839, marque plus ou moins l'emplacement de l'édification du prieuré, sur le territoire de la commune d'École, dans le département de la Savoie. Le prieuré était placé sous le patronage de Notre-Dame.

## Géographie
Le prieuré est installé dans la vallée de Bellevaux (Bella vallis) qui s'étend entre le col de l'Arclusaz jusqu'aux cols d'Orgeval et du Haut-du-Four, dans la partie est de l'intérieur du massif des Bauges. Dans la vallée s'écoule le torrent d'Arclusaz, un affluent du Chéran.
Selon Samuel Guichenon, le site est mentionné au XIe siècle in allodio quod dedit ei Comes Humbertus in loco, qui nunc Bellævalles dicitur, qui supra villam Boggarum , quæ Scola nuncupatur , situs est (section « Confirmation et augmentation de la fondation du prieuré de Belles Vaulx en Bauge, par Humbert II comte de Savoie », p. 25-26).
La charte de confirmation par le comte Humbert II de Savoie indique que le prieuré étend son influence sur onze paroisses situées au cœur du massif des Bauges, exception faite de Bellecombe-en-Bauges qui relève du prieuré des Chanoines du Saint-Sépulcre à Annecy.

## Histoire

### Les origines
Au XIe siècle, les grandes familles laïcs ont l'usage de faire de don de terres en marge de leurs possessions. L'implantation du prieuré de Bellevaux rentre dans cette conception avec l'autorisation par le sire de Miolans de laisser s'installer des moines clunisiens sur un alleu, situé dans le massif des Bauges, avant 1090, peut-être 1050. Joseph-Antoine Besson indique dans son ouvrage (1759) que le prieuré est « fondé [en] l'an 1078 par un Seigneur nommé Nantelme, au consentement d'Humbert II, Comte de Savoye, & Gui de Foucigni, Evêque de Genève ». L'abbé Michelland, reprenant des travaux antérieurs, indique que le nom de Nantelme est qualifié d'illustrissime (est-il vicomte ?) et accompagné d'Amblard de Guiffred, d'Aimon et de Guillaume. Il suppose que ces quatre seigneurs puissent être frères et membre de la famille de La Chambre.
Afin de définir la date de fondation, l'historiographie retient que le comte Humbert II prend le titre de comte de son père, Amédée II, vers 1080 jusqu'en 1103 et que l'évêque de Genève, Guy de Faucigny, l'est à partir de 1083 à 1119, peut être depuis 1078. Toujours selon Besson, l'église est consacrée aux alentours de 1090 par l'archevêque de Tarentaise Boson (dont les dates sont v. 1096 - 1099), en présence des évêques d'Aoste, Boson Ier (vers 1097-1114), et de Maurienne, Conon Ier (1081 - ap. 1112),.
Selon la date la plus ancienne retenue, 1050, le prieuré est fondé par des moines clunisiens originaires de l'abbaye Saint-Pierre de Gigny. Ils s'installent dans une vallée orientale des Bauges, possession des seigneurs de Miolans, dont Nanthelme est le représentant,. Une charte de confirmation par le comte de Savoie, Humbert II, en présence de l'évêque Guy de Faucigny, est signée en 1090.
La première installation se fait au niveau du village — aujourd'hui un hameau — de Rière Bellevaux. Une chapelle est édifiée au lieu-dit « La Cariaz » et dédiée à saint Hugues vers 1078. Selon l'historien local, l'abbé Laurent Morand, l'édifice devait sûrement servir de lieu de culte avant l'édification de l'église prieurale. 
Le prieuré accueille au maximum huit pères auxquels peuvent se joindre des frères.

### Vie du monastère
En 1158, l'évêque de Genève, après un siècle de liberté pour l'établissement du culte dans les paroisses, intervient dans la nomination des prêtres. Toutefois, il semble que les habitudes persistes et que des moines soient toujours présent dans les lieux de culte pour seconder les prêtres.
Au cours du XIIIe siècle, des tensions opposent les habitants des paroisses au prieuré à propos des droits sur les forêts et des alpages. Vers 1270, il semble que les moines interviennent eux-mêmes contre les paysans pour régler les conflits, obligeant le châtelain du Châtelard à intervenir.
Lors d'une visite pastorale, le 7 mai 1633, Jean de Sales observe que les bâtiments ne sont pas entretenus, que le site n'est occupé que par trois moines et un novice et qu'aucun prieur n'est nommé. Face au laxisme notamment vis-à-vis de la règle bénédictine ou cistercienne, un vicaire général est envoyé en 1637.
De nombreux incendies frappent le prieuré. Celui de 1718 ravage les archives. Puis à nouveau en 1825.
Au cours du XVIIIe siècle, les pères participent à l'essor de la proto-industrie locale notamment dans le développement de la clouterie avec la production de fer de bonne qualité dans les fonderies du prieuré.
En 1792, pendant l'occupation du duché de Savoie par les troupes révolutionnaires françaises (voir Histoire de la Savoie de 1792 à 1815), la communauté est dissoute et les possessions du prieuré sont vendues comme biens nationaux.

## Description
Selon les sources assez peu nombreuses, l'église était « orientée du nord-ouest au sud-est, petite et d'une seule nef à voûte brisée [...] Son clocher [était] formé d'une tour élevée et d'une flèche aiguë... ».
Les seules traces de la présence des bénédictins sont inscrites dans la toponymie avec la mention du « Pré du couvent », ainsi qu'un oratoire élevé par le curé de la paroisse en 1955. On trouve également la chapelle de la Sainte Fontaine, construite en 1839.

## Possessions
En 1251, le sire de Miolans partage sur la montagne d’Arclusaz entre le prieuré et l'abbaye du Betton. L'acte indique cependant que les droits qu'y possèdent les paysans de la vallée de Miolans sont conservés.